# Soge
Soge is een bestuurslaag in het regentschap Indramayu van de provincie West-Java, Indonesië. Soge telt 1344 inwoners (volkstelling 2010).